# Román Fresnedo Siri
Román Fresnedo Siri (né le 4 février 1903 à Salto, décédé le 26 juin 1975 à Montevideo) est un architecte uruguayen.

## Biographie
Il a obtenu son diplôme à la faculté d’architecture de l’université de la République.

## Réalisations
- 1938 : la tribune Folle Ylla, et en 1945, la Tribuna Local de l'hippodrome de Maronas, à Montevideo en Uruguay.
- 1948 - 1951 : le « Palacio de la Luz » (« palais de la lumière ») à Arroyo Seco, siège de l’UTE (es), l’entreprise nationale responsable du réseau électrique de l’Uruguay.
- 1951 - 1959 : l’hippodrome du Cristal à Porto Alegre au Brésil.
- 1962 : L'Edificio Esplanada à Porto Alegre au Brésil.
- 1965 : le siège de l’Organisation panaméricaine de la Santé (PAHO) à Washington aux États-Unis[1].
- 1967 : un mémorial à Luis Batlle Berres.